# Partecipanti alla Parigi-Roubaix 2022
Elenco dei partecipanti alla Parigi-Roubaix 2022.
La Parigi-Roubaix 2022 è stata la centodiciannovesima edizione della corsa. Alla competizione presero parte 25 squadre: le 18 con licenza UCI World Tour 2022 e 7 dell'UCI ProTeam.
Accreditati alla partenza 170 ciclisti.

## Corridori per squadra
Nota: R ritirato, NP non partito, FT fuori tempo, SQ squalificato
| Lotto Soudal             | Lotto Soudal            | Lotto Soudal            | Alpecin-Fenix          | Alpecin-Fenix           | Alpecin-Fenix          | Jumbo-Visma                 | Jumbo-Visma                 | Jumbo-Visma                 |
| ------------------------ | ----------------------- | ----------------------- | ---------------------- | ----------------------- | ---------------------- | --------------------------- | --------------------------- | --------------------------- |
| N°                       | Ciclista                | Clas.                   | N°                     | Ciclista                | Clas.                  | N°                          | Ciclista                    | Clas.                       |
| 1                        | Philippe Gilbert        | 30°                     | 11                     | Mathieu van der Poel    | 9°                     | 21                          | Wout Van Aert               | 2°                          |
| 2                        | Florian Vermeersch      | R                       | 12                     | Silvan Dillier          | 63°                    | 22                          | Edoardo Affini              | 82°                         |
| 3                        | Cédric Beullens         | 59°                     | 13                     | Senne Leysen            | 68°                    | 23                          | Christophe Laporte          | R                           |
| 4                        | Victor Campenaerts      | FT                      | 14                     | Tim Merlier             | 40°                    | 24                          | Timo Roosen                 | 103°                        |
| 5                        | Sébastien Grignard      | R                       | 15                     | Guillaume V. Keirsbulck | 26°                    | 25                          | Mike Teunissen              | 20°                         |
| 6                        | Roger Kluge             | 60°                     | 16                     | Gianni Vermeersch       | 58°                    | 26                          | Mick van Dijke              | 104°                        |
| 7                        | Brent Van Moer          | 61°                     | 17                     | Julien Vermote          | R                      | 27                          | N. Van Hooydonck            | 37°                         |
| Groupama-FDJ             | Groupama-FDJ            | Groupama-FDJ            | Ineos Grenadiers       | Ineos Grenadiers        | Ineos Grenadiers       | Quick-Step Alpha Vinyl Team | Quick-Step Alpha Vinyl Team | Quick-Step Alpha Vinyl Team |
| N°                       | Ciclista                | Clas.                   | N°                     | Ciclista                | Clas.                  | N°                          | Ciclista                    | Clas.                       |
| 31                       | Stefan Küng             | 3°                      | 41                     | Filippo Ganna           | 35°                    | 51                          | Kasper Asgreen              | 44°                         |
| 32                       | Lewis Askey             | 42°                     | 42                     | Michał Kwiatkowski      | 77°                    | 52                          | Davide Ballerini            | 41°                         |
| 33                       | Clément Davy            | R                       | 43                     | Luke Rowe               | 102°                   | 53                          | Tim Declercq                | R                           |
| 34                       | Olivier Le Gac          | 28°                     | 44                     | Magnus Sheffield        | FT                     | 54                          | Yves Lampaert               | 10°                         |
| 35                       | Fabian Lienhard         | FT                      | 45                     | Ben Turner              | 11°                    | 55                          | Florian Sénéchal            | 13°                         |
| 36                       | Valentin Madouas        | 34°                     | 46                     | Dylan van Baarle        | 1°                     | 56                          | Jannik Steimle              | 57°                         |
| 37                       | Bram Welten             | 73°                     | 47                     | Cameron Wurf            | 94°                    | 57                          | Zdeněk Štybar               | 45°                         |
| Bahrain Victorious       | Bahrain Victorious      | Bahrain Victorious      | Trek-Segafredo         | Trek-Segafredo          | Trek-Segafredo         | AG2R Citroën Team           | AG2R Citroën Team           | AG2R Citroën Team           |
| N°                       | Ciclista                | Clas.                   | N°                     | Ciclista                | Clas.                  | N°                          | Ciclista                    | Clas.                       |
| 61                       | Matej Mohorič           | 5°                      | 71                     | Mads Pedersen           | R                      | 81                          | Greg Van Avermaet           | 17°                         |
| 62                       | Yukiya Arashiro         | R                       | 72                     | Daan Hoole              | R                      | 82                          | Stan Dewulf                 | R                           |
| 63                       | Feng Chun-kai           | NP                      | 73                     | Alex Kirsch             | R                      | 83                          | Oliver Naesen               | 54°                         |
| 64                       | Johan Price-Pejtersen   | R                       | 74                     | Toms Skujiņš            | R                      | 85                          | Antoine Raugel              | 95°                         |
| 65                       | Jasha Sütterlin         | 76°                     | 75                     | Jasper Stuyven          | 7°                     | 86                          | Michael Schär               | R                           |
| 66                       | Dylan Teuns             | R                       | 76                     | Edward Theuns           | R                      | 87                          | Damien Touzé                | R                           |
| 67                       | Fred Wright             | 99°                     | 77                     | Otto Vergaerde          | R                      | 88                          | Gijs Van Hoecke             | 98°                         |
| Bora-Hansgrohe           | Bora-Hansgrohe          | Bora-Hansgrohe          | TotalEnergies          | TotalEnergies           | TotalEnergies          | Team DSM                    | Team DSM                    | Team DSM                    |
| N°                       | Ciclista                | Clas.                   | N°                     | Ciclista                | Clas.                  | N°                          | Ciclista                    | Clas.                       |
| 91                       | Nils Politt             | 22°                     | 101                    | Niki Terpstra           | 50°                    | 111                         | John Degenkolb              | 18°                         |
| 92                       | Marco Haller            | R                       | 102                    | E. Boasson Hagen        | 38°                    | 112                         | Nikias Arndt                | 51°                         |
| 93                       | Jonas Koch              | 85°                     | 103                    | Maciej Bodnar           | 87°                    | 113                         | Nico Denz                   | FT                          |
| 94                       | Martin Laas             | R                       | 104                    | Daniel Oss              | 72°                    | 114                         | Marius Mayrhofer            | R                           |
| 95                       | Jordi Meeus             | 14°                     | 105                    | Geoffrey Soupe          | FT                     | 115                         | Joris Nieuwenhuis           | 39°                         |
| 96                       | Ide Schelling           | R                       | 106                    | Anthony Turgis          | R                      | 116                         | Casper Pedersen             | 84°                         |
|                          |                         |                         | 107                    | Dries Van Gestel        | 24°                    |                             |                             |                             |
| Intermarché-Wanty        | Intermarché-Wanty       | Intermarché-Wanty       | Team Arkéa-Samsic      | Team Arkéa-Samsic       | Team Arkéa-Samsic      | Israel-Premier Tech         | Israel-Premier Tech         | Israel-Premier Tech         |
| N°                       | Ciclista                | Clas.                   | N°                     | Ciclista                | Clas.                  | N°                          | Ciclista                    | Clas.                       |
| 121                      | Alexander Kristoff      | 12°                     | 131                    | Amaury Capiot           | R                      | 141                         | Guillaume Boivin            | 62°                         |
| 122                      | Tom Devriendt           | 4°                      | 132                    | Benjamin Declercq       | 80°                    | 142                         | Rudy Barbier                | 90°                         |
| 123                      | Andrea Pasqualon        | 19°                     | 133                    | Matis Louvel            | 15°                    | 143                         | Jenthe Biermans             | 36°                         |
| 124                      | Adrien Petit            | 6°                      | 134                    | Christophe Noppe        | FT                     | 144                         | Reto Hollenstein            | 81°                         |
| 125                      | Baptiste Planckaert     | 23°                     | 135                    | Laurent Pichon          | 8°                     | 145                         | Taj Jones                   | R                           |
| 126                      | Taco van der Hoorn      | 16°                     | 136                    | Clément Russo           | R                      | 146                         | Mads Würtz Schmidt          | R                           |
| 127                      | Kévin Van Melsen        | 56°                     | 137                    | Connor Swift            | 31°                    |                             |                             |                             |
| Team BikeExchange-Jayco  | Team BikeExchange-Jayco | Team BikeExchange-Jayco | Cofidis                | Cofidis                 | Cofidis                | EF Education-EasyPost       | EF Education-EasyPost       | EF Education-EasyPost       |
| N°                       | Ciclista                | Clas.                   | N°                     | Ciclista                | Clas.                  | N°                          | Ciclista                    | Clas.                       |
| 151                      | Luke Durbridge          | 47°                     | 161                    | Piet Allegaert          | 75°                    | 171                         | Sebastian Langeveld         | 49°                         |
| 152                      | Alexandre Balmer        | 105°                    | 162                    | Davide Cimolai          | R                      | 172                         | Stefan Bissegger            | 21°                         |
| 153                      | Jack Bauer              | 86°                     | 163                    | Alexandre Delettre      | 70°                    | 173                         | Owain Doull                 | 52°                         |
| 154                      | Jan Maas                | FT                      | 164                    | Eddy Finé               | 67°                    | 174                         | Jens Keukeleire             | 78°                         |
| 155                      | Luka Mezgec             | R                       | 165                    | Alexis Renard           | 65°                    | 175                         | Jonas Rutsch                | 74°                         |
|                          |                         |                         | 166                    | Szymon Sajnok           | 107°                   | 176                         | Tom Scully                  | R                           |
| 167                      | Kenneth Vanbilsen       | R                       | 177                    | Łukasz Wiśniowski       | 96°                    |                             |                             |                             |
| UAE Team Emirates        | UAE Team Emirates       | UAE Team Emirates       | Uno-X Pro Cycling Team | Uno-X Pro Cycling Team  | Uno-X Pro Cycling Team | Movistar Team               | Movistar Team               | Movistar Team               |
| N°                       | Ciclista                | Clas.                   | N°                     | Ciclista                | Clas.                  | N°                          | Ciclista                    | Clas.                       |
| 181                      | Matteo Trentin          | 43°                     | 191                    | Kristoffer Halvorsen    | FT                     | 201                         | Iván García Cortina         | 25°                         |
| 182                      | Pascal Ackermann        | R                       | 192                    | Lasse Norman Leth       | 93°                    | 202                         | Imanol Erviti               | R                           |
| 183                      | Alexys Brunel           | FT                      | 193                    | William Blume Levy      | R                      | 203                         | Johan Jacobs                | R                           |
| 184                      | Felix Groß              | R                       | 194                    | Erik Resell             | 69°                    | 204                         | Mathias Norsgaard           | 29°                         |
| 185                      | Vegard Stake Laengen    | 71°                     | 195                    | Anders Skaarseth        | 27°                    | 205                         | Max Kanter                  | 48°                         |
| 186                      | Juan Sebastián Molano   | 106°                    | 196                    | Rasmus Tiller           | R                      | 206                         | Oier Lazkano                | 55°                         |
| 187                      | Oliviero Troia          | R                       | 197                    | Søren Wærenskjold       | R                      | 207                         | Albert Torres               | R                           |
| Astana Qazaqstan Team    | Astana Qazaqstan Team   | Astana Qazaqstan Team   | B&B Hotels-KTM         | B&B Hotels-KTM          | B&B Hotels-KTM         | Bingoal Pauwels Sauces WB   | Bingoal Pauwels Sauces WB   | Bingoal Pauwels Sauces WB   |
| N°                       | Ciclista                | Clas.                   | N°                     | Ciclista                | Clas.                  | N°                          | Ciclista                    | Clas.                       |
| 211                      | Leonardo Basso          | R                       | 221                    | Cyril Lemoine           | 66°                    | 231                         | Arjen Livyns                | 89°                         |
| 212                      | Manuele Boaro           | 97°                     | 222                    | Pierre Barbier          | 91°                    | 232                         | Stanisław Aniołkowski       | 46°                         |
| 213                      | Evgenij Fëdorov         | 100°                    | 223                    | Alexis Gougeard         | R                      | 233                         | Timothy Dupont              | FT                          |
| 214                      | Dmitrij Gruzdev         | 101°                    | 224                    | Quentin Jauregui        | R                      | 234                         | Karl Patrick Lauk           | 79°                         |
| 215                      | Davide Martinelli       | R                       | 225                    | Jérémy Lecroq           | FT                     | 235                         | Milan Menten                | 92°                         |
| 216                      | Antonio Nibali          | R                       | 226                    | Julien Morice           | 53°                    | 236                         | Ludovic Robeet              | 32°                         |
| 217                      | Aljaksandr Rabušėnka    | R                       | 227                    | Luca Mozzato            | 83°                    | 237                         | Bas Tietema                 | FT                          |
| Sport Vlaanderen-Baloise |                         |                         |                        |                         |                        |                             |                             |                             |
| N°                       | Ciclista                | Clas.                   |                        |                         |                        |                             |                             |                             |
| 241                      | Arne Marit              | R                       |                        |                         |                        |                             |                             |                             |
| 242                      | Vito Braet              | R                       |                        |                         |                        |                             |                             |                             |
| 243                      | Sander De Pestel        | 88°                     |                        |                         |                        |                             |                             |                             |
| 244                      | Jens Reynders           | 64°                     |                        |                         |                        |                             |                             |                             |
| 245                      | Ward Vanhoof            | 33°                     |                        |                         |                        |                             |                             |                             |
| 246                      | Aaron Van Poucke        | R                       |                        |                         |                        |                             |                             |                             |
| 247                      | Kenneth Van Rooy        | R                       |                        |                         |                        |                             |                             |                             |